# بطولة تونس لكرة السلة للرجال 1957–58
بطولة تونس لكرة السلة للرجال 1957–58 هو الموسم رقم 3 من بطولة تونس لكرة السلة للرجال.

فاز بهذا الموسم الجمعية الرياضية الفرنسية.

## روابط خارجية
- الموقع الرسمي للجامعة التونسية لكرة السلة.